# 佐野守
佐野 守（さの まもる、1950年〈昭和25年〉4月21日 - ）は、日本の元俳優。本名・旧芸名は、関口守。

## 来歴・人物
東京都世田谷区出身、血液型はA型。身長は181センチメートル、83kg(後69キロ)。六人兄弟の三男である。
所属事務所は石淵事務所。
父は俳優の佐野周二、異母長兄はタレントの関口宏、義姉は元歌手の西田佐知子、半甥は俳優の関口知宏である。父や兄と異なり時代劇や刑事ドラマで悪役が多かった。
間に進という兄がいた。
中学時代、水泳部のキャプテンで、メキシコオリンピックの時強化合宿に誘われたが、「芝居が好きでこの道に入ってしまったんです」としている。
玉川学園中学を卒業。
玉川学園高校を卒業し日本大学芸術学部演劇科に進み石井ふく子にスカウトされ肝っ玉母さんでデビュー(1971年7月8日放送回(5月27日録画)関口守名義)。
芸名は守のままにするか「真瑠」にするか考えていたという。
1972年、佐野守として「辻が花」で映画デビュー(新人として主演)。
かつて付き人をしていた兄に言われ佐野守に改名。
水泳の自由型短距離で全国優勝をなしとげたこともある。
マネージャーの岩淵公子は佐野周二と親子二代でマネージメントを担当。
72年1月、松竹と専属契約し、73年3月、日大を中退、12月には松竹専属解除。
父が死去した時点では父と同居していた。

## エピソード
デビュー当初は『肝ッ玉かあさん』1本だけなので、学校と両立させているが仕事の方がおもしろいとコメントしている。
- ロケで泳ぎを見た沢田雅美が弟子入りを志願したという[14]。
- デビュー前は親に隠れてタバコを吸っていたり、ウイスキーを飲み明かしたりしていたが父親の命令には従順で、兄の付き人をしていた[7]。
- 佐野周二は息子に「まだ未成年なんだから家の中でだけ吸え、外で吸ったら承知しねえぞ」と言っていた[15]。
- 兄の新婚旅行に同行している[11]。

### 松坂慶子との婚約騒動
イニシャル入りの婚約指輪を贈ったと報道されたが「ダイヤがあるので指輪にしたいの。どこか宝石店を知らない?」と松坂に言われ守の母がよく知っている新宿の宝石店を紹介。守の誕生日に彼女からライターをプレゼントされていたので、指輪につけたプラチナ台を彼がプレゼントしたにすぎないと守は説明したが7月末に、松坂慶子が東京・世田谷区代沢の佐野の家をたずね、両親にも会い、プールで遊んでいたと報道され、8月2日に2人で店を訪れた翌日には松坂の左手薬指には指輪が嵌められていた。
守自身は「新聞屋さんもそそっかしいね。結婚なんて、まだ早過ぎるよ。ひとりのほうが自由でいいや、兄貴たちを見てるからね」、松坂の父は「新聞を見ておどろいたんです。」「本人も親も、結婚などまったく考えていません。」と回答した。

## 出演作品

### 映画
- 辻が花（1972年、松竹）- 諸田四郎 役[17]
- ルバング島の奇跡　陸軍中野学校（1974年、東映[1]。）
- あゝ決戦航空隊(1974年、東映)[1]

### テレビドラマ
- 肝っ玉かあさん (TBS）- 田中公一 役
- 気になる嫁さん（1971年、日本テレビ）- 清水純 役
- 『限りある日を愛に生きて』 (1974年[1]、CBC)
- 楽屋のれん（1975年3月31日、フジテレビ） - 扇太郎 役
- いちばん星（1977年、NHK総合 連続テレビ小説） -  速水陸郎 役
- 必殺シリーズ（朝日放送 / 松竹）
  - 新・必殺からくり人 第9話「東海道五十三次殺し旅 鳴海」（1978年1月6日） - 多七 役
  - 江戸プロフェッショナル 必殺商売人 第20話「花嫁に迫る舅の横恋慕」（1978年） - 多一郎 役
  - 必殺仕事人　第58話「暴れ技 田楽垂直刺し」（1980年7月4日） - 榊一角 役
  - 新・必殺仕事人 第13話「主水 体を大切にする」（1981年） - 以蔵 役
- 雨のしのび逢い（1978年、テレビ朝日 ポーラ名作劇場[1]）
- 透明ドリちゃん 第9話「先生の恋人は!?」（1978年、テレビ朝日 / 東映） - 雪原 役
- 影の軍団III（1982年、関西テレビ） - 徳川綱教 役
- 太陽にほえろ! 第523話「ゴリさん・死の対決」（1982年、日本テレビ） - テッド吉川 役
- 源九郎旅日記 葵の暴れん坊 第21話「葉隠れは金魚侍と見つけたり」（1982年、テレビ朝日 / 東映） - 新海 役
- 土曜ワイド劇場（テレビ朝日）
  - 「幻の結婚式・ウェディングマーチは鳴らない・家相が怖い!」（1985年 / 松竹）
  - 江戸川乱歩の美女シリーズ 「天使と悪魔の美女」（1983年1月1日) - 辰巳 役